# NCR Book Award
O NCR Book Award, criado em 1987 e patrocinado pela NCR, foi o maior prêmio do Reino Unido para não-ficção. Terminou em 1997 e foi seguido pelo Samuel Johnson Prize.

## Vencedores[1]
- 1988 David Thomson, Nairn in Darkness and Light (Hutchinson)
- 1989 Joe Simpson, Touching the Void (Jonathan Cape)
- 1990 Simon Schama, Citizens: A Chronicle of the French Revolution (Viking)
- 1991 Claire Tomalin, The Invisible Woman: The Story of Nelly Ternan and Charles Dickens (Viking)
- 1992 Jung Chang, Wild Swans: Three Daughters of China (HarperCollins)
- 1993 Peter Hennessy, Never Again: Britain 1945-1951 (Jonathan Cape)
- 1994 John Campbell, Edward Heath: A Biography (Jonathan Cape)
- 1995 Mark Hudson, Coming Back Brockens: A Year in a Mining Village (Jonathan Cape)
- 1996 Eric Lomax, The Railway Man (Jonathan Cape)[2]
- 1997 Orlando Figes, A People's Tragedy: The Russian Revolution: 1891-1924 (Jonathan Cape)[3]

1. ↑  «The 1996 NCR Book Award for Non-Fiction Shortlist Announced» (Nota de imprensa). 22 de abril de 1996
2. ↑  «Eric Lomax (Obit)». The Telegraph. 9 de outubro de 2012
3. ↑  David Harrison (18 de maio de 1997). «From the Observer archive, 18 May 1997: Literary prize judges admit failure to read all the books». The Guardian